# Take It Off
"Take It Off" là bài hát của ca sĩ nhạc sĩ người Mỹ, Kesha, từ album đầu tay, Animal. Bài hát được viết bởi Kesha, Lukasz Gottwald và Claude Kelly và được sản xuất bởi Dr. Luke với phần chỉnh sửa giọng hát bởi Emily Wright. Nó được phát hành là đĩa đơn thứ tư từ album vào ngày 13 tháng 7 năm 2010. "Take It Off" được viết lời khi Kesha tham dự một drag show và cô cảm thấy phấn khích khi thấy những người đàn ông chuyển giới thoát y. Bài hát có nền nhạc dance mạnh mẽ với lượng sử dụng autotune rất nhiều.
Bài hát nhận được rất nhiều đánh giá. Chủ yếu là phê bình về việc sử dụng auto-tune quá mức. Vài người khác cảm thấy bài hát là một bài nhạc dance mạnh mẽ, hấp dẫn không thể cưỡng lại, dành riêng cho những sàn nhảy với thông điệp rất vô tư. Dựa vào lượng tải kỹ thuật số khá cao từ Animal, bài hát xếp hạng tại Hoa Kỳ, Anh Quốc và Canada trước khi được thông báo là đĩa đơn chính thức. Sau khi được phát hành là đĩa đơn, bài hát leo tới top ten tại Canada, Úc và Hoa Kỳ. "Take It Off" đã bán được hơn 1 triệu bản tại Hoa Kỳ trong tháng 10 năm 2010
Hai video cho đĩa đơn được phát hành. Video đầu tiên có cảnh Kesha và bạn bè cô trên một hành tinh khác nhảy nhót trong đám đông trong khi đang biến thành những ngôi sao lung linh lúc họ "cởi đồ ra". Ý tưởng của video là về cởi bỏ mọi sự kiềm chế và hãy thể hiện mọi chuyện một cách thành thực, dễ dàng. Video thứ hai có sự tham gia của Jeffree Star cùng với rất nhiều thú vật, lấy cảm hứng từ những bộ phim năm 80 như: Tron, David Bowie trong Labyrinth, và Revenge of the Nerds. Vào ngày 13 tháng 8 năm 2010 Kesha biểu diễn "Take It Off" cùng với các đĩa đơn trước "Your Love Is My Drug" và TiK ToK trên chương trình Today của NBC.

## Viết nhạc và cảm hứng
"Take It Off" được viết bởi Kesha, cùng với Dr. Luke và Claude Kelly. Bài hát do Dr. Luke sản xuất với phần chỉnh sửa giọng hát bởi Emily Wright. Trong một cuộc phỏng vấn với tạp chí Esquire, Kesha giải thích vì sao bài hát được viết, "Tôi có một bài hát [...] tên là 'Take It Off' nói về khi tôi đi tới một drag show, và tại sao tôi cảm thấy phấn khích thế nào khi những người đàn ông chuyển giới thoát y."

## Nhạc và lời
"Take It Off" là một bài hát nhạc dance với âm hưởng nhạc điện tử. Khúc mở đầu bài hát có một nền nhạc mãnh liệt mạnh dần một cách rất đặc biệt. Đoạn điệp khúc và hầu hết cả bài hát sử dụng nền nhạc "bubblegummy" điện tử với một lượng sử dụng auto-tune nặng. Daniel Brockman từ tờ The Phoenix mô tả bài hát là một phiên bản auto-tune của There's a Place in France." Monica Herrera từ Billboard thấy bài hát có âm hưởng từ bài hit nhạc trance năm 1995 của Robert Miles, "Children."

## Diễn biến trên các bảng xếp hạng
Vào tháng 1 năm 2010, dựa vào lượng tải kỹ thuật số cao, bài hát xếp hạng tại Hoa Kỳ, Canada và Anh Quốc, debut tại vị trí 85, 45, và 112. Ở Hoa Kỳ, bài hát xếp hạng tại trên bảng xếp hạng Billboard Hot 100 tại vị trí số 92 trong tuần ngày 7 tháng 8 năm 2010,. Bài hát leo hạng trong vòng 6 tuần và đạt vị trí số 8 vào tuần thứ 8 trên bảng xếp hạng. Đĩa đơn được chứng nhận Bạch kim bởi Recording Industry Association of America (RIAA) với lượng bán ra là 1,000,000 bản. Ở Canada, bài hát có mặt trong bảng xếp hạng 12 tuần rồi rớt ra. Vào ngày 13 tháng 7 năm 2010, bài hát xếp hạng lại tại vị trí 86. Sau vài tuần leo hạng thì đĩa đơn đạt tới vị trí số 8.
Ở Anh, bài hát xếp hạng trong một tuần, rớt ra bảng xếp hạng vào tuần sau đó. Trong tuần ngày 28 thag1 8, 2010 đĩa đơn xếp hạng lại tại vị trí 44. Sau vài tuần leo hạng bài hát có vị trí cao nhất là 15. Ở New Zealand, "Take It Off" lọt vào bảng xếp hạng trong tuần ngày 12 tháng 7 năm 2010. Sau đó leo lên mười bậc để đến vị trí số 22. Bài hát được chứng nhận vàng bởi Recording Industry Association of New Zealand (RIANZ) và Australian Recording Industry Association (ARIA)..

## Các video

### Phiên bản Một
Video đầu tiên cho "Take It Off" công chiếu trên Vevo ngày 3 tháng 8 năm 2010. Do Paul Hunter và Dori Oskowitz đạo diễn. Kesha tiết lộ ý tưởng chính đằng sau video trong một cuộc phỏng vấn rằng "video nói về tôi và tất cả bạn bè của tôi quậy phá ở một khách sạn trên một hành tinh khác, và tại đoạn kết chúng tôi đều biến thành những vì sao lấp lánh." Cô giải thích rằng cô không muốn video chỉ toàn việc "cởi quần áo", thông điệp ẩn sau video và chủ đề "không phải chỉ là cởi bỏ quần áo và lăn lộn trong kim tuyến. Nó còn nói về việc cởi bỏ mọi sự kiềm chế và hãy thể hiện mọi chuyện một cách thành thật và dễ dàng".
Video bắt đầu với cảnh Kesha ngồi trên một chiếc motorcycle. Cô bắt đầu bước đi cùng với bạn cô đi theo đằng sau và tiến đến khu vực của các nhà nghỉ. Khi đến đoạn điệp khúc, Kesha và bạn bè cô bắt đầu chạy xung quanh nhà nghỉ đó, nhảy múa trên các hành lang. Bạn cô tụ họp lại một hồ bơi cạn nước và xé quần ao nhau ra; Chuyện này đang diễn ra trên một hành tinh khác và quay cảnh Kesha lăn lộn trên nền cát. Một vài người bạn cởi đồ ra, họ bắt đầu biến thành những bụi sao lấp lánh. Họ nhảy trong hồ bơi với những người khác thì biến thành bụi sao, rồi bắt đầu mất đi những phần trên cơ thể mình để biến thành bụi sao nhiều màu sắc. Video kết thúc với mọi người đều trở thành bụi sao với Kesha bắt đầu "mở khóa" mình và biến thành bụi sao màu vàng.

### Phiên bản Hai
Video thứ hai của bài hát phát hành trên tài khoản YouTube của Kesha. Cô tiết lộ vì sao video được quay và ý tưởng của video trong một lời mô tả trên twitter nói rằng, "mọi người ơiii! tôi và bạn tôi cảm thấy chán và bật những bộ phim năm 80 lên xem (Tron, David Bowie trong Labyrinth và Revenge of the Nerds.) chúng tôi đã có rất nhiều ý tưởng hay và quay một video mới cho take it off. chúng tôi đã rất vui. mong là mọi người đều thích nó".
Video bắt đầu với cảnh một con báo đen với hai đôi mắt xanh sáng chói (sau này cho biết nó chính là Kesha) đang đi xuống một con đường. Tựa đề bài hát hiện ra trên màn hình và chuyển tới cảnh Kesha. Cô bước trên đường với hai người đàn ông đi theo và bắt một người đàn ông khác. Kesha viết lên ngực anh ta dấu tiền dollar ($) bằng một lọ sơn xịt. Họ cùng tới một bữa tiệc nơi cô và bạn cô đều có những vết xăm hình tiền dollar trên cổ tay để có thể nhập tiệc. Khi họ nhập tiệc, mọi người bắt đầu nhảy nhót và mặt của những người dự tiệc hóa thành những loài thú khác nhau. Trong cảnh tiếp theo, Kesha ngồi trên một chiếc ghế với hai người đàn ông bên cạnh. Jeffree Star đến và thách đấu cô. Kesha và Star bắt đầu một cuộc thi nhảy; sau đó Star bắn Kesha một tia laser bằng một chiếc lưỡi cưa nhưng Kesha đã chống lại bằng vòng tay của cô. Kesha đáp lại bằng cách bắn nhiều tia laser từ tay cô ra, giết chết Star. Sau cuộc chiến đó, mọi người đều bu xung quanh Kesha trong khi cô đang cầm một ly thủy tinh vàng với khói xanh bay xung quanh đầu ly. Khi Kesha cho mỗi người uống, mặt họ hóa thành những loài thú khác nhau. Video kết thúc với cảnh mọi người nhảy và biến thành nửa thú nửa người. Kesha uống nước từ cái ly đó và trở lại thành con báo đen.

## Các màn trình diễn
Vào ngày 13 tháng 8 năm 2010 Kesha biểu diễn "Take It Off" cùng với hai single trước Your Love Is My Drug và TiK ToK trên chương trình Today của NBC. Trong màn biểu diễn đó, các vũ công của cô mặt đồ đen từ đầu đến chân – bắt đầu cởi đồ khi đoạn điệp khúc hát lên để lộ ra bộ quần áo ngắn màu vàng ở trong. Cô cũng biểu diễn bài hát trên BBC Radio 1's Weekend.

## Danh sách các bài hát
- Tải kỹ thuật số[22]

1. "Take It Off" – 3:35

## Thông tin bài hát
- Viết nhạc– Kesha Sebert, Lukasz Gottwald, Claude Kelly
- Sản xuất – Dr. Luke
- Thanh nhạc – Dr. Luke
- Chỉnh sửa giọng hát – Emily Wright
- Hát bè – Claude Kelly, Aniela Gottwald, Tatiana Gottwald, Lukasz Gottwald, Graham Bryce
- Kỹ thuật – Emily Wright, Sam Holland

Nguồn

## Xếp hạng và lượng tiêu thụ
| Bảng xếp hạng(2010)             | Vị trí cao nhất |
| ------------------------------- | --------------- |
| Úc (ARIA)                       | 5               |
| Bỉ (Ultratop 50 Flanders)       | 22              |
| Bỉ (Ultratip Wallonia)          | 22              |
| Canada (Canadian Hot 100)       | 8               |
| Cộng hòa Séc (Rádio Top 100)    | 8               |
| Đan Mạch (Tracklisten)          | 35              |
| Hungary (Rádiós Top 40)         | 5               |
| Ireland (IRMA)                  | 12              |
| Nhật Bản (Japan Hot 100)        | 81              |
| Hà Lan (Dutch Top 40)           | 21              |
| New Zealand (Recorded Music NZ) | 11              |
| Slovakia (Rádio Top 100)        | 10              |
| Tây Ban Nha (PROMUSICAE)        | 37              |
| Thụy Điển (Sverigetopplistan)   | 53              |
| Anh Quốc (OCC)                  | 15              |
| Hoa Kỳ Billboard Hot 100        | 8               |
| Hoa Kỳ Pop Airplay (Billboard)  | 6               |

| Quốc gia    | Lượng tiêu thụ (Theo doanh số) |
| ----------- | ------------------------------ |
| Úc          | Vàng                           |
| New Zealand | Vàng                           |
| Hoa Kỳ      | Bạch kim                       |

## Ngày đưa lên radio
| Quốc gia | Ngày                |
| -------- | ------------------- |
| Hoa Kỳ   | 13 tháng 7 năm 2010 |
| Úc       | 19 tháng 7 năm 2010 |